# Бринкманн, Вернер
Вернер Бринкманн (нем. Werner Brinkmann; род. 10 декабря 1946, Хамм) ─ председатель правления Германского института информации для потребителей Штифтунг Варентест в Берлине.

## Биография
Окончив гуманитарную гимназию (Gymnasium Hammonense), с 1966 по 1970 год Вернер Бринкманн изучал право во Фрайбургском университетe и Вестфальском университете имени Вильгельма  в Мюнстере. Первый государственный экзамен он сдал в 1970 году, а в 1975 году ─ второй государственный экзамен после практического юридического обучения (так называемого референдариата, Referendariat). В 1975 году ему была присуждена ученая степень кандидата юридических наук после защиты кандидатской диссертации на тему «Потребительские организации в Германии и их деятельность в области технической стандартизации» (Die Verbraucherorganisationen der Bundesrepublik und ihre Tätigkeit bei der technischen Normung).
В 1975—1979 годах — заведующий отделом административных и правовых вопросов в Штифтунг Варентест, Берлин. Затем до 1992 года работал на радиостанции Дойчландфунк (Deutschlandfunk), в том числе в должности начальника главного отдела кадров, права и лицензий.
В 1981 году Вернер Бринкманн был назначен членом попечительского совета Штифтунг Варентест. С 1992 года и до конца 1994 года был членом правления. В 1995 году, после ухода на пенсию Роланда Хюттенрауха, стал единоличным членом правления Штифтунг Варентест. В 2006 году был утвержден в должности единоличного члена правления на следующие пять лет. В декабре 2009 года добился согласия Федерального министра защиты прав потребителей Ильзе Айгнер до 2012 года повысить уставный капитал Штифтунг Варентест на 50 млн евро.
После ухода Вернера Бринкманна на пенсию его преемником с 1 января 2012 года должен стать нынешний главный редактор Хубертус Примус.
Не состоит ни в какой политической партии. Вместе с женой и сыном живёт в Берлине.
Прочее
Вернер Бринкманн ─ член Правления Всемирной организации по сравнительному тестированию (International Consumer Research and Testing [ICRT]), член административно-управленческого совета Конфедерации организаций потребителей Германии (Verbraucherzentrale Bundesverband [vzbv]), член координационного комитета Немецкой комиссии по электротехнике, электронике, информационной технике (Deutsche Kommission Elektrotechnik Elektronik Informationstechnik [DKE]).
С 1995 года ─ член президиума Немецкого института по стандартизации (DIN).

## Награды
В 2000 году Федеральное объединение экологически сознательного менеджмента (Bundesdeutscher Arbeitskreis für Umweltbewusstes Management [B.A.U.M.]) наградила его премией (B.A.U.M.-Umweltpreis).

## Избранные публикации
- Werner Brinkmann und Peter Sieber: Gebrauchstauglichkeit, Gebrauchswert und Qualität, in: Handbuch Qualitätsmanagement / Masing, herausgegeben von Tilo Pfeifer und Robert Schmitt, fünfte, vollständig neu bearbeitete Auflage, Hanser-Verlag, München (2007), Seiten 777 bis 786, ISBN 978-3-446-40752-7
- Rechtliche Aspekte der Bedeutung von technischen Normen für den Verbraucherschutz, Herausgeber: Deutsches Institut für Normung e.V., Beuth, Berlin / Köln (1984), ISBN 3-410-10845-9
- Die wettbewerbs- und deliktrechtliche Bedeutung des Ranges von Warentests und Preisvergleichen, in: Betriebs-Berater, Band 38 (1983), Seiten 91 bis 94, ISSN 0340-7918
- Vertragsrechtliche Probleme bei Warenbestellungen über Bildschirmtext, in: Betriebs-Berater, Band 36 (1981), Seiten 1183 bis 1190, ISSN 0340-7918
- Zur Problematik der Werbung mit Testergebnissen, in: Betriebs-Berater, Band 33 (1978), Seiten 1285 bis 1291, ISSN 0340-7918
- Rechtsprobleme des vergleichenden Warentests in der Bundesrepublik Deutschland, in: Zeitschrift für Verbraucherpolitik, Jahrgang 1, Heft 3 (1977), Seiten 255 bis 265
- Die Verbraucherorganisationen in der Bundesrepublik Deutschland und ihre Tätigkeit bei der überbetrieblichen technischen Normung, Heymann, Köln / Berlin / Bonn / München (1976), ISBN 3-452-18149-9